# سلاح نووي تكتيكي

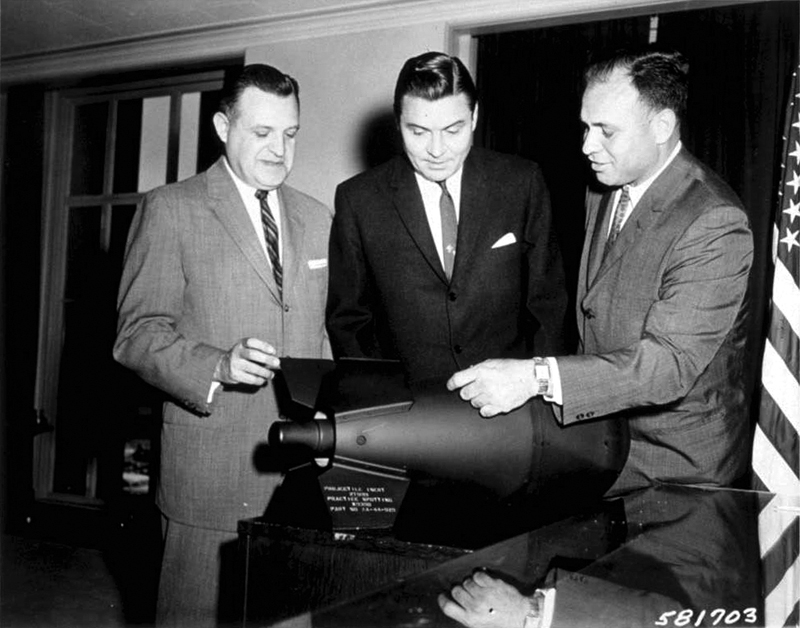
مسؤولون امريكيون يلقون نظرة على رأس نووي نوع W54

الأسلحة النووية التكتيكية مصطلح يشير إلى الأسلحة النووية التي صممت لاستخدامها في ميدان المعركة في الحالات العسكرية، في الغالب مع وجود قوات صديقة بالقرب وربما حتى على أراضي صديقة متنازع عليها. هذا على خلاف الأسلحة النووية الاستراتيجية التي صممت في الغالب لأستهداف عمق العدو بعيداً عن الجبهة مثل المدن والبلدات والقواعد والمصانع العسكرية. الأسلحة النووية التكتيكية كانت جزءا كبيرا من مستويات ذروة مخزون الأسلحة النووية خلال الحرب الباردة.